# آرنولد هیلز
آرنولد هیلز (به انگلیسی: Arnold Hills) بازیکن فوتبال زادهٔ ۱۲ مارس ۱۸۵۷ اهل انگلستان بود که سابقهٔ بازی در تیم ملی فوتبال انگلستان را در کارنامهٔ خود دارد. وی در تاریخ ۵ آوریل ۱۸۷۹ تنها بازی ملی خود را در مقابل تیم ملی فوتبال اسکاتلند انجام داد.